# 2 Young
Pour plus de détails, voir Fiche technique et Distribution.
2 Young (Jo sok) est un film hongkongais réalisé par Derek Yee, sorti en 2005.

## Synopsis
Fang Jia-fu est né dans une famille ouvrière. Il est heureux d'avoir une famille affectueuse. Ruo-nan a grandi, elle, dans une famille riche. Ses parents veulent qu'elle ait ce qu'il y a de mieux et donc lui offrent la meilleure éducation possible. Cependant, Ruo-nan n'est pas heureuse. Elle ne sent pas d'amour de la part de ses parents, qui sont d'ailleurs souvent absents pour des voyages d'affaires. Fang Jia-fu et Ruo-nan viennent de deux mondes différents. Ils n'ont aucun lien, mais le destin les met ensemble. Ruo-nan tombe accidentellement enceinte. Les parents de Fang Jia-fu sont furieux car ils pensent que leur fils fait les mêmes erreurs qu'eux par le passé. Ils ne veulent pas que Fang Jia-fu regrette quand il sera plus âgé. Mais, ils sont finalement émus par l'amour du jeune couple…

## Fiche technique
- Titre anglais ou international : 2 Young
- Titre original : Jo sok ou 早熟
- Réalisation : Derek Yee
- Scénario : Derek Yee
- Production : Henry Fong et Jianxin Huang
- Musique : Jaycee Chan (thème)
- Photographie : Keung Kwok-man
- Pays d'origine :  Hong Kong
- Langue : cantonais
- Format : Couleurs - 1,85:1 - Dolby Digital - 35 mm
- Genre : Drame, romance
- Durée : 107 minutes
- Date de sortie :
  - Hong Kong : 28 avril 2005

## Distribution
- Jaycee Chan : Fang Jia-fu
- Fiona Sit (en) : Ruo-nan
- Eric Tsang : Le père de Fang Jia-fu
- Teresa Mo : La mère de Fang Jia-fu
- Anthony Wong : Le père de Ruo-nan
- Candice Yu : La mère de Ruo-nan
- David Chiang
- Chin Kar-lok
- Cho Wing-lim
- Hui Shiu-hung
- Lam Suet

## Récompenses
- Prix du meilleur second rôle féminin pour Teresa Mo et nomination au prix du meilleur réalisateur, meilleur scénario et meilleure jeune actrice (Fiona Sit), lors des Hong Kong Film Awards 2006.